# The cook (pel·lícula de 1918)
The Cook és un curtmetratge mut de dues bobines escrit dirigit i protagonitzat per Roscoe Arbuckle. La pel·lícula se centra en les peripècies del personal d'un restaurant on Arbuckle interpreta al chef i Buster Keaton un cambrer. Dins dels diferents gags destaca una escena en que es parodia la pel·lícula “Salomé” (1918) de Theda Bara, amb Arbuckle ballant disfressat d'egípcia amb cassoles i paelles. Es va estrenar el 15 de setembre de 1918.

## Argument
Fatty és el cap de cuina del restaurant "Bull Pup" on Keaton fa de cambrer. Un vespre, mentre el servei està a ple rendiment, Keaton i Fatty entretenen els clients amb el seu ball imitant a la Salomé de Theda Bara. La diversió s’espatlla quan un pinxo irromp en el local i obliga la caixera a ballar amb ell contra la seva voluntat. Ni Fatty, ni Keaton ni el gerent són rivals per al pinxo i només pot ser expulsat amb l’ajuda de Luke, el gos de Fatty. Més tard, Fatty, Keaton i dos cambrers d’origen italià s’apleguen a menjar un plat d'espaguetis. No podent menjar-los de la mateixa manera que els altres dos, recorren als seus propis mètodes de menjar-se un fil a la vegada i tallar la pasta amb unes tisores. per fer-lo més curt.
L'endemà, Fatty marxa de pesca amb Luke mentre Keaton té una cita amb la caixera al parc d'atraccions. Fatty noqueja diverses persones amb la seva canya de pescar excepcionalment llarga abans d'arribar a la platja. La cambrera es separa de Keaton i és perseguida pel parc pel pinxo i acaba caient de la part superior d'una muntanya russa fins a l’aigua del mar. Luke torna a perseguir el pinxo mentre Fatty i Keaton intenten rescatar la noia. Agafen una corda per llançar-la a la cambrera, però Keaton cau del moll encara subjectant la corda i arrossega Fatty amb ell.

## Repartiment
- Roscoe Arbuckle (chef de cuina)
- Buster Keaton (cambrer)
- Al St. John (pinxo)
- Alice Lake (caixera)
- Glen Cavender
- John Rand (el propietari)
- Bobby Dunn (el rentaplats)
- Luke el gos (el gos de Fatty)

## Preservació
Considerada durant molt de temps una pel·lícula perduda es va localitzar una versió parcial en el Norsk Filminstitutt de Noruega el 1998. Posteriorment també es va localitzar una segona còpia amb preses addicionals al EYE Museum d’Amsterdam. El 2003 es va editar en vídeo una versió quasi completa de la pel·lícula amb material de les dues còpies localitzades.